# Cheek to Cheek Tour
Pour les articles homonymes, voir Cheek to Cheek.
Tournées par Tony Bennett et Lady Gaga
Artrave: The Artpop Ball
(2014) Joanne World Tour
(2017-2018)
Le Cheek to Cheek Tour est la première tournée commune des artistes américains Lady Gaga et Tony Bennett, programmée dans le but de promouvoir leur album de jazz Cheek to Cheek (2014). La tournée a commencé le 30 décembre 2014 à Las Vegas. Elle visitera l'Europe et l'Amérique du Nord et est composée de 37 dates. La plupart des dates se feront au sein de festivals musicaux.

## Réception commerciale

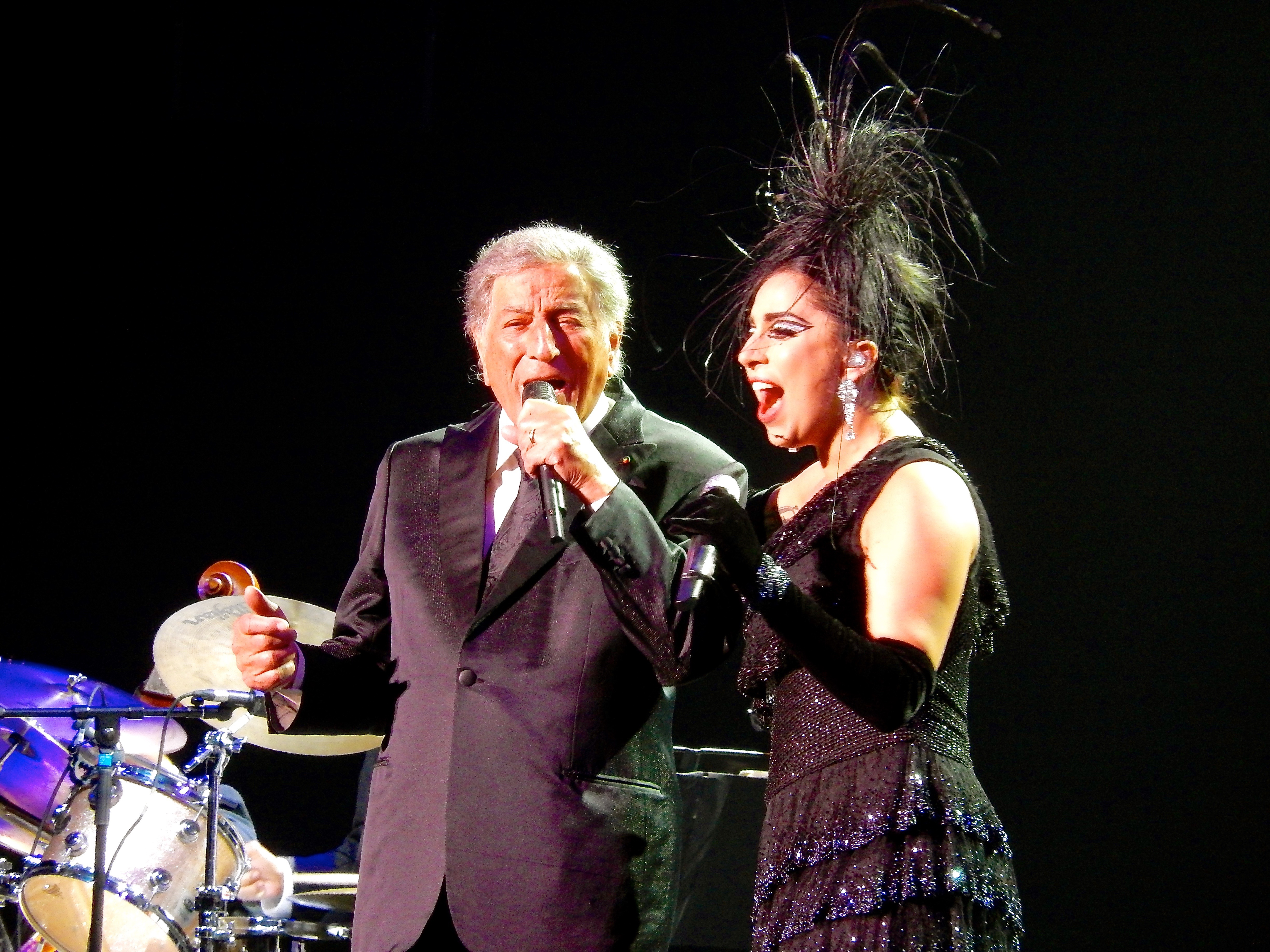
Lady Gaga & Tony Bennett

Le journaliste Jesse Lawrence du magazine Forbes annonça que la tournée faisait l'objet d'une forte demande de tickets, entraînant l'ajout de plusieurs dates supplémentaires. Il nota aussi que la moyenne de prix du ticket était plus élevée, particulièrement dans le marché secondaire. Il écrit également dans un autre article que le concert de fin d'année 2014 à Las Vegas fut le plus cher pour Gaga et Bennett, avec une moyenne de 647,58 dollars, les tickets les moins chers étant disponibles à 239 dollars.

## Déroulement des concerts

### Liste originale des pistes
La liste des pistes est uniquement représentative du concert du 30 décembre 2014. Elle ne représente pas toutes les dates de la tournée.

## Dates de la tournée
| Date                       | Ville               | Pays        | Lieu                                 | Affluence       | Revenu       |
| -------------------------- | ------------------- | ----------- | ------------------------------------ | --------------- | ------------ |
| Étape 1 - Amérique du Nord |                     |             |                                      |                 |              |
| 30 décembre 2014           | Las Vegas           | États-Unis  | The Chelsea at The Cosmopolitan      | 4,200 / 4,200   | 813 675 $    |
| 31 décembre 2014           | Las Vegas           | États-Unis  | The Chelsea at The Cosmopolitan      | 4,200 / 4,200   | 813 675 $    |
| 8 février 2015             | Los Angeles         | États-Unis  | The Wiltern                          | –               | –            |
| 10 avril 2015              | Las Vegas           | États-Unis  | The AXIS at Planet Hollywood         | 7,942 / 8,654   | 1 057 009 $  |
| 11 avril 2015              | Las Vegas           | États-Unis  | The AXIS at Planet Hollywood         | 7,942 / 8,654   | 1 057 009 $  |
| 23 avril 2015              | Austin              | États-Unis  | Austin City Limits at Moody Theater  | –               | –            |
| 24 avril 2015              | The Woodlands       | États-Unis  | Cynthia Woods Mitchell Pavilion      | –               | –            |
| 26 avril 2015              | La Nouvelle-Orléans | États-Unis  | New Orleans Jazz & Heritage Festival | –               | –            |
| 25 mai 2015                | Vancouver           | Canada      | Queen Elizabeth Theatre              | –               | –            |
| 26 mai 2015                | Vancouver           | Canada      | Queen Elizabeth Theatre              | –               | –            |
| 28 mai 2015                | Concord             | États-Unis  | Concord Pavilion                     | –               | –            |
| 30 mai 2015                | Hollywood           | États-Unis  | Hollywood Bowl                       | –               | –            |
| 31 mai 2015                | Hollywood           | États-Unis  | Hollywood Bowl                       | –               | –            |
| Étape 2 - Europe           |                     |             |                                      |                 |              |
| 8 juin 2015                | Londres             | Royaume-Uni | Royal Albert Hall                    | –               | –            |
| 9 juin 2015                | Londres             | Royaume-Uni | Royal Albert Hall                    | –               | –            |
| Étape 3 - Amérique du Nord |                     |             |                                      |                 |              |
| 13 juin 2015               | Paradise Island     | Bahamas     | Atlantis Paradise Island             | –               | –            |
| 19 juin 2015               | New York            | États-Unis  | Radio City Music Hall                | –               | –            |
| 20 juin 2015               | New York            | États-Unis  | Radio City Music Hall                | –               | –            |
| 22 juin 2015               | New York            | États-Unis  | Radio City Music Hall                | –               | –            |
| 23 juin 2015               | New York            | États-Unis  | Radio City Music Hall                | –               | –            |
| 26 juin 2015               | Highlands Park      | États-Unis  | Ravinia Festival                     | –               | –            |
| 27 juin 2015               | Highlands Park      | États-Unis  | Ravinia Festival                     | –               | –            |
| 29 juin 2015               | Wallingford         | États-Unis  | Toyota Oakdale Theatre               | –               | –            |
| 30 juin 2015               | Lenox               | États-Unis  | Tanglewood                           | –               | –            |
| Étape 4 - Europe           |                     |             |                                      |                 |              |
| 4 juillet 2015             | Monte-Carlo         | Monaco      | Sporting Monte-Carlo                 | –               | –            |
| 6 juillet 2015             | Montreux            | Suisse      | Montreux Jazz Festival               | –               | –            |
| 8 juillet 2015             | Copenhague          | Danemark    | Copenhagen Jazz Festival             | –               | –            |
| 10 juillet 2015            | Rotterdam           | Pays-Bas    | North Sea Jazz Festival              | –               | –            |
| 12 juillet 2015            | Gand                | Belgique    | Gent Jazz Festival                   | –               | –            |
| 15 juillet 2015            | Pérouse             | Italie      | Umbria Jazz                          | –               | –            |
| 17 juillet 2015            | Palafrugell         | Espagne     | Cap Roig Festival                    | –               | –            |
| Étape 5 - Amérique du Nord |                     |             |                                      |                 |              |
| 24 juillet 2015            | Atlantic City       | États-Unis  | The Borgata Event Center             | –               | –            |
| 25 juillet 2015            | Bethel              | États-Unis  | Bethel Woods Center for the Arts     | –               | –            |
| 27 juillet 2015            | Rochester           | États-Unis  | Meadow Brook Music Festival          | –               | –            |
| 29 juillet 2015            | Atlanta             | États-Unis  | Chastain Park Amphitheater           | –               | –            |
| 31 juillet 2015            | Washington          | États-Unis  | Kennedy Center Concert Hall          | –               | –            |
| 1er août 2015              | Washington          | États-Unis  | Kennedy Center Concert Hall          | –               | –            |
| TOTAL                      | TOTAL               | TOTAL       | TOTAL                                | 128,865         | 15,500,000   |
| TOTAL                      | TOTAL               | TOTAL       | TOTAL                                | 128.865/128.865 | 17 370 684 $ |